# Acetonemia
Acetonemia – medyczne określenie podwyższonego poziomu acetonu w surowicy krwi. Powstaje podczas cukrzycy lub w okresie długotrwałego głodu, wskutek wzmożonego katabolizmu tłuszczów. Jej objawami są: wymioty, odwodnienie, kwasica ketonowa, acetonuria, a także charakterystyczny zapach wydychanego powietrza, przypominający woń fermentujących jabłek.